# Szilágyi Mihály (kormányzó)
Horogszegi Szilágyi Mihály (1400 körül – Isztambul, 1460. december 28.) magyar gróf, hadvezér, torontáli alispán, temesi főispán, macsói bán, a Magyar Királyság kormányzója, az alsó részek főkapitánya, Hunyadi Mátyás nagybátyja.

## Élete
Szilágyi László bácsi ispán és Bellyéni Katalin fia. Két fiútestvére ismeretes, Ozsvát és ifj. László, valamint három lánytestvére Erzsébet, Zsófia és Orsolya, egy 1438. április 26-án kelt oklevél alapján, mely egyben Mihály talán első okleveles említésé, és amelyben Erzsébet már mint Hunyadi Jánosné szerepel. Báthori Margitot 1440–45 között vette feleségül. Házasságukból születendő gyermekekről nem maradtak fönn megbízható források, egyet leszámítva, amely Anna nevű lánygyermekéről tesz említést. Mihály, I. Mátyás magyar király nagybátyja, Hunyadi Jánossal 1444-ben együtt harcolt a török ellen a várnai csatában, ahol a magyar sereg balszárnyát vezeti és a második rigómezei csatában 1448-ban, ahol török fogságba is esik, de 1449 tavaszán Murád szultán szabadon bocsátotta. 1451. augusztus 13-án megvásárolja (Csanád) Szőlőst. Az oklevélben Hunyadi János a szomszédos Hollós birtokosaként szerepel. 1452. szeptember 1-jén keresztúri előnévvel említi meg egy oklevél, és ezen településen álló házáról is megemlékezik, amely anyai örökségeként jutott kezére. 1454-ben egy fordítást még nem látott oklevél testvérével, ifjabb Lászlóval említi őt. 1455-ben újabb birtokvásárlásokról szerezhetünk tudomást, ami rendezett anyagi körülményeiről árulkodik, februárban megvásárolja a Csanád megyei Dyos-birtokot, majd decemberben a Bagd-birtok felét. Ugyancsak 1455. december 10. tájára esik az a sajnálatos esemény, amikor bátyával, ifjabb László nándorfehérvári kapitánnyal a Brankovics György szerb despota szervezte orvtámadást elszenvedik, testvére életét veszti a helyszínen, míg Mihály a kocsiról gyorsan leugorva, lóra kapott, s szerencsésen elkerülte a halált. Testvére halálát keményen megtorolja, az ekkor 90 éves despota ujjait levágja és birtokait elkobozza. 1456. május végén Hunyadi Geszti Jánost nevezi a nándorfehérvári kapitánynak, de végül Szilágyi Mihályra hárul a feladat. A nándorfehérvári diadal idején a vár kapitánya volt, amit ő erősített meg és a csata után ő is építtetett újjá. Amikor II. Mehmed oszmán szultán hadai Nándorfehérvár, a mai Belgrád felé özönlöttek, e legfontosabb magyar végvár védelmében erélyt és hősies elszántságot tanúsított. A július 22-én Kapisztrán Szent János ferences hitszónok, Hunyadi János, Kanizsai László és Rozgonyi Sebestyén társaságában végrehajtott végső kirohanása döntötte el az ostromot: Mehmedet a vár alól nagy vérontás árán elűzték. Ezzel Európát hetven évre megvédték az oszmán pusztítástól.
Innen kezdve pályája gyors emelkedést mutat, V. László, mint az igen nagy birtokú nemesi család e vitézségéről híres tagját, temesi főispánná is kinevezi, majd 1460-ban macsói bán, 1458-ban emellett, Magyarország kormányzója volt. 1460-ban az alsó részek főkapitánya lett. Erőfeszítései és részessége Mátyás magyar királlyá emelésében, neve említése nélkül nem tárgyalható.

### A Hunyadiak pártján

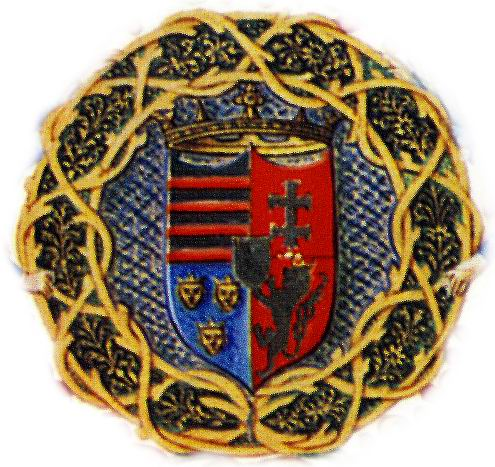
Szilágyi Mihály címere

Testvérhúgának, Erzsébetnek Hunyadi Jánossal kötött házassága óta szívvel-lélekkel segítette előre a Hunyadiak, s azokéval együtt a maga ügyét. Hunyadi János halála után László lett a Hunyadi-párt feje, és azokban az ádáz pártharcokban, amelyek a Hunyadi-ház ifjú sarjai és Cillei Ulrik között kitörtek, Szilágyi fő szerepet játszott. Amikor Nándorfehérváron kelepcébe csalhatta régi, magához hasonló erélyes, gátlástalan ellenfelét, Cilleit, annak lemészárlásában maga is részt vett. Ezen esemény vezet oda, hogy a Nándorfehérvárról Budára vezető úton, Temesváron állomásozva a király esküt tesz, Erzsébet és Mihály nyomására, hogy Cillei megölése miatt a Hunyadi fiúkon nem áll bosszút, és atyafiaivá is fogadja őket, ami úgy is értelmezhető, mint elismerését a fiúk Zsigmondtól való származásának. Temesvárt özvegy Hunyadi Jánosné és két fia együtt lévén, ezt az alkalmat felhasználták arra is, hogy hálájukat így Szilágyi irányában kifejezzék. A Hunyadi-vagyonból nagymértékű uradalmakat adományoztak neki: Arad megyében: Világosvárt; Bácsmegyében: Szabadkát; Temes megyében: Kisötvény, Tiseld, Csolt, Egyházasoroszi, Tömelkény, Sörmes, Vörs és Karácsonytelkét; valamint Keve vármegyében: Maxond, Szőllős és Hercsekös birtokokkal gyarapszik Szilágyi vagyona. Míg két öccse a királlyal Budára ment, ő megnyugtatva és elégedetten tért vissza Nándorfehérvárra 1456. december elején, ahol néhány héttel utóbb egy török csapatot, amely a vár közeléig nyomult, visszaűzvén, újabb babérokat küzdött ki. A foglyul ejtett török kapitányt hat közvitézzel Budára küldte, hogy ezzel a király iránt hódolatának tanújelet adja. Egy 1457. január 19-én kelt oklevél a méltóságsorban már mint macsói bánt említi meg. Alig telik el három hónap a király esküjét követően, a Garai-párt és a király, a Hunyadi-ház túlhatalmától tartva elrendelik a Hunyadi fiúk elfogását, ami végül Hunyadi László 1457. március (17.) 21. előtti lefejezéséhez és az ország békéjének felborulásához vezet. Hiába küldte a király Szilágyi ellen Giskrát (a zsoldosvezért), végül is kénytelen volt a lázadozó ország lecsendesítésére az országgyűlést összehívni Pozsonyba. Unokaöccse, Hunyadi László kivégzése után, Szilágyi Erdélyt szemelte ki a főhatalomért való élet-halál harca bázisául, mert ott és az azzal határos magyar Partiumban volt a legerősebb a Hunyadiak pártja. A vármegyék és a székelység tárt karokkal fogadták, a várak kapui megnyíltak előtte, csak a királypárti szászok szegültek ellene. Így pl. Beszterce, a Hunyadiak birtokának egyik központja, függetlensége visszaszerzése végett Szilágyi ostromát visszaverte. Ő másutt mindenütt teljes sikerrel lépett fel; Erdélyben minden regáléjövedelmet lefoglalt, régi ellenségeivel, így például Szentmiklósi Pongrác liptói főispánnal megbékélt. Kölcsönösen arra kötelezték magukat, hogy egymást minden ellenség ellen megvédelmezik. László lefejezésétől kezdve tíz hónapon át dúl az a pártháború, amely végül a szegedi békével záródik 1458. január 12-én, úgy, hogy közben a király is meghal 1457 novemberében, állítólag pont a megszegett esküjének évfordulós napján. A szegedi béke zárja le végül a békétlen korszakot és nyitja meg az utat Mátyás trónra lépése előtt.

### Mátyás trónra juttatása
Időközben ugyanis a király, V. László, 1457 november 23-án, Prágában hirtelen meghalt, így Szilágyi Mihály elérkezettnek látta az időt, hogy a fogoly Hunyadi Mátyást emeljék a magyar trónra (I. Mátyás néven). Szilágyit a királyválasztó gyűlés (a Duna jegén, 1458-ban) az ország kormányzójává (régens gubernátor) választotta öt esztendőre, amíg a 15 éves Mátyás alkalmas nem lesz az országlásra. Szilágyi még aznap föleskette a rendeket az új király iránti hűségre, de meg kellett erősítenie az újonnan hozott törvényt is, amely szerint sem az ő, sem Mátyás rokonainak nincs mentelmi joguk. Az első oklevél, amely Szilágyit, mint macsói bán, nándorfehérvári kapitány és Magyarország kormányzójaként említi meg 1458 január 18-án kelt, amikor Balázs deák solymosi várnagy útján tudatja Bártfa város tanácsával, hogy Hunyadi János fiát, Mátyást magyar királlyá választották. Szilágyi Budára siet tetemes haderő kíséretében a királyválasztó országgyűlés lebonyolítására és a királyi várat Garai nádortól, Mátyás számára átvette. Hunyadi László holttestét kihantoltatva Gyulafehérvárra vitette, Hunyadi János hamvai mellé. Az Országgyűlés 1458. január 28-cal, az Országgyűlési végzemény által tekintendő befejezettnek, miután Szilágyi beleveti magát kormányzói feladatainak ellátásába, ekkor oklevél oklevelet követ, sok ügyben jár el és intézkedik. Egyszersmind intézkedett Mátyás fogságból való kiszabadításáról, aki Prágából haza érkezve 1458. február 16-án, sietett leróni háláját nagybátyja iránt: neki ajándékozta Besztercét és a besztercei grófságot, a Radna-völgyével, a kolozsi és dobokai uradalmaival együtt, valamint 1458. február 20-án megerősíti Szilágyit kormányzói jogköreinek gyakorlásában. Beszterce csak az imént verte vissza Szilágyi hadait, most az első sikertől felbátorodva, megrohanták a várat, ő azonban az Alföldről hirtelen ott termett, a várost bevette, a lakosok egy részét fölkoncoltatta, másokat megvakíttatott, voltak, akiknek kezét, orrát vagy fülét vágatta le. Ebben az időszakban Mátyás részéről még számos birtokadományban részesül, mint a temesmegyei Keresztúr, amely Pochay László birtoka volt, majd a csanádmegyei Hegyes és Hollóst nyeri el, a kolozsmegyei Theke (Tök) és Sajót, a tordamegyei Sárpatakot. 1458. május 9-én megszerzi a hűtlen Sydo „dictus” Péter fiainak volt Keve vármegyei birtokait, mint Molwycza, Dezelyncz, Bolchynowcz, Dragosyncz, Derma és Kowasdynczdet, de végül a közös kormányzás, Mátyás király korai rátermettségét igazolva, kettőjük viszonyában kibékíthetetlen ellentéteket szül, amely végül Szilágyi sorsát a romlásba és vesztébe sodorja egyben. Mátyás, Szilágyit hat hónapnyi kormányzóság után 1458 júliusában ugyan nem sikerült lemondásra bírni, de 1460-ra Erdély kormányzója címével illeti őt meg, ezzel gyakorlatilag nagybátyját félreállította és Mátyás önálló regnálása innen vette kezdetét.

### Mátyás és Szilágyi Mihály konfliktusai
Az alap tézisben bizonyára jelen van az a motívum is, hogy Hunyadi László lefejezése miatt Mátyás sosem gyógyuló sebet szerzett és bizonyára okolhatta is nagybátyját a Cillei megöléséből kibontakozó családi tragédia miatt. Másrészről két erős és erőteljes jellem összeférhetetlenségében keresendő a problémák forrása, ahonnan minden mást már csak a körülmények rossz alakulása tesz elviselhetetlenné mindkét fél számára. A szintén bővérű Mátyás, aki különben is nehezen tűrte nagybátyja zsarnokoskodását, felháborodott annak besztercei kegyetlenkedésein, átlátta azt, hogy Szilágyi az erő eszközével irányítaná királyságát, a diplomácia teljes figyelmen kívül hagyásával, ezért maga és tanácsadói körének hatására arra jutott, hogy nagybátyjától végre magához kell ragadni a hatalom gyakorlását és az 1458-as nyári Országgyűlésen kísérletet is tesz, bár az Országgyűlés előtt nem sikerül Szilágyit lemondatni állásából. Mátyás igy kezdetben megelégszik azzal, hogy az országgyűlési végzésekben csak a királyról legyen szó, a kormányzóról pedig említést nem tesznek. Ezen az Országgyűlésen, miután Mátyás ismert okokból nem tartotta magát az esküvel foganatosított szegedi béke feltételéhez, azaz nem kívánta feleségül venni a Garaiak lányát, ezen felül meneszti is Garait ország nádori székéből és helyére Ország Mihályt nevezi ki, amiben biztosan törvénysértést vélt felfedezni Szilágyi, mivel a régi szokás szerint a királyi felség az ország nádorát a főpapok, főurak és az ország nemeseinek közös akaratából választották, mivel a nádor a rendek részéről a királyi felségnek és a királyi felség részéről a rendeknek volt hivatott igazságot szolgáltatni. Másfelől Garai eltávolítását személyes sérelemként élhette meg, hiszen ezzel másodízben tiporta meg Mátyás és ezúttal szándékosan, Szilágyinak a szegedi békében tett esküjét, amelyben biztosította a Garaiakat. Az adott szó tisztelete és a végül Mátyás érdekében tett esküjének a semmibe vétele, valamint 5 évre szóló kormányzói megbízatásának a megfosztási kísérlete vezette a megalázott és elkeseredett Szilágyit a simontornyai összeesküvéshez. Kétségkívül heves szemrehányásokkal megkísérelte a királyt elhatározásaiban eltántorítani, de nem érvén célt, szakított vele és az országgyűlés végét be nem várva, távozott. Ez az esemény vezet ahhoz, hogy az indulatainak parancsolni nem tudó nagyúr július 26-án a Hunyadiak ellenségeivel, a Garaiakkal Simontornyán véd- és dacszövetségre lépett, ezzel egyben elkövetve a felségárulás bűntettét. Ezt követően Mátyás mégis igyekszik Szilágyit jobb belátásra bírni és a köztük zajló 1458 augusztus 8 és 16 közötti tárgyalásokon sikerül Szilágyit végül lemondatni úgy, hogy elnyeri a besztercei grófságot és kilátásba helyezi Brankovicsék, Becse, Becskereke, Nagysemlak uradalmainak kezére jutását. Alig öt nappal később Szilágyi és Mátyás Szerbiába indul, Galambócz várának árulása, török kézre kerülése és a Szerb fejedelemség sorsának alakulása érdekében, amely Szilágyi és Mátyás újabb konfliktusához vezet. Szilágyi tárgyalásokba kezd István despotával, akinek ígéretet tett, hogy a töröktől visszahódítandó területeket megkapja, de tőle viszont Szendrő vár átadását követelte. Ugyanekkor Tamás fia István bosnyák király igényt emelt Szerbországra és Mátyásnak fölajánlotta segedelmét a török elleni háborúban, ha a szerb fejedelemséget elsőszülött fiára ruházza. Mátyás késznek mutatkozott az ajánlat elfogadására, mindössze csak azt kívánta, hogy a bosnyák király a legközelebbi országgyűlésen személyesen jelenjen meg. Mátyás ezen döntésével felrúgta Szilágyi újabb terveit, aki a Brankovicsokkal folytatott tárgyalásait és Szerbországhoz fűződő szerb fejedelemségi terveit meghiúsítottnak könyvelhette el. Ezen újabb megaláztatás és az ebből fakadó újabb király elleni lázongások eredménye lesz az, hogy Mátyás a Tisza mellékére magához rendelte Szilágyit, 1458. október 8-án elfogatta, a besztercei grófságtól és egyes birtokaitól is megfosztotta, majd Világos várába tömlöcbe záratta rokonát. Később parancsot is küldött a világosi várnagyhoz, hogy ölesse meg, ezt azonban az új pápa, II. Piusz (Enea Silvio Piccolomini) közbenjárására, még idejében visszavonta. Kilenc hónap raboskodás után, a következő év augusztusában Lábatlan Gergely várnagy távollétében, Szilágyi hű szakácsa három társával azzal a hírrel lármázta fel az őrséget, hogy portyázó törökök lepték meg a vár alját. Az őrség nagy része kirohant és a kapukon maradt néhány embert a szakács, a jó előre megnyert jobbágyok segítségével lefegyverzett. A csakhamar visszatérő őrséget a bilincseiből kiszabadított Szilágyi elverte a vár alól, és az őrséget párthíveivel megerősítve, saját helyzetéről hírt adott a királynak. Szabadulását követően egyből lázongásba fog és újból a simontornyai ligában találjuk, ami valószínűleg élete talán legszégyenletesebb lépése, hiszen míg börtönben volt, a liga felajánlja a császárnak a Szent Koronát, több várat is elfoglalnak. Mátyás ellen ipja a cseh király is szövetkezett a császárral, ezért Mátyás azon volt, hogy Szilágyit végre békességre bírja. Szilágyi megalázó oklevelet kér élete biztositékául Mátyástól, majd ennek bemutatása után Budára kisérték, ahol a tárgyalások nyolc napig húzódtak. A megállapodásban Mátyás 1459. szeptember elején kötelezte magát, hogy visszaadja a beszterczei grófságot és Lippa kivételével többi lefoglalt várát, valamint Szendrő várát új adományban felkínálja, ha megvívja azt a török kezéből és végül ígéretben ráruházta a szerb fejedelemséget. Viszont cserében Szilágyi ígéretet tett, hogy ezentúl életét a török elleni háborúnak szenteli, nem kisebb motivációval, mint a szerb fejedelemség elnyerése. Szilágyi ismert erélyével látott feladata teljesítéséhez. Előbb az al-dunai várakat erősíttette meg, aztán az Ali bég vezetése alatt, a Száván át Futakig hatolt törököt Szokolyi Péterrel karöltve tönkreverte. 1460-ban Mátyással békességüket újra megpecsételték, amikor az ellene szüntelen acsarkodó 12 főembert a király eltávolította az udvarából. 1460. május közepén a Tisza partján Várkonynál találkozik Mátyással, akit elkísér Egerbe és részt vesz a felsőmagyarországi cseh rablófészek ügyében összehívott gyűlésen. Innen Szilágyi is értesíti május 25-ikén állandó jóakaróját, Carvajal bibornokot, hogy Szendrőt fenyegető török sereg feltartóztatására készül seregét vezetni, ezért Becsére hívja meg, hogy vele tanácskozzék. Tervét viszont megváltoztatja, Endrődi Miklós hadnagyot a délvidékre előre küldi, míg ő Mátyást a cseh rablók által megszállott várak megvívásában támogatta. Egy 1460 október 9-i oklevél, amely a kezdődő török elleni harcok kapcsán Szászkézden tartatott gyűlésén kelt, Szilágyi Mihályt Marosvásárhely várának főkapitányaként nevezi meg. 1460 október közepe felé a magyar sereg érkezésének hírére a törökök felhagynak Szt.Lászlóvár ostromával, amely Galambóczal van szemben a Duna partján. Szilágyi az őrséget megszaporította, Keve várát megerősítette. Ezek voltak valójában élete utolsó cselekedetei a török ellen vívott harcaiban, de egy utolsó megaláztatás még váratott magára, amely végzetének karjaiba lökte őt és küzdelmes életét lezárta.

### Halála

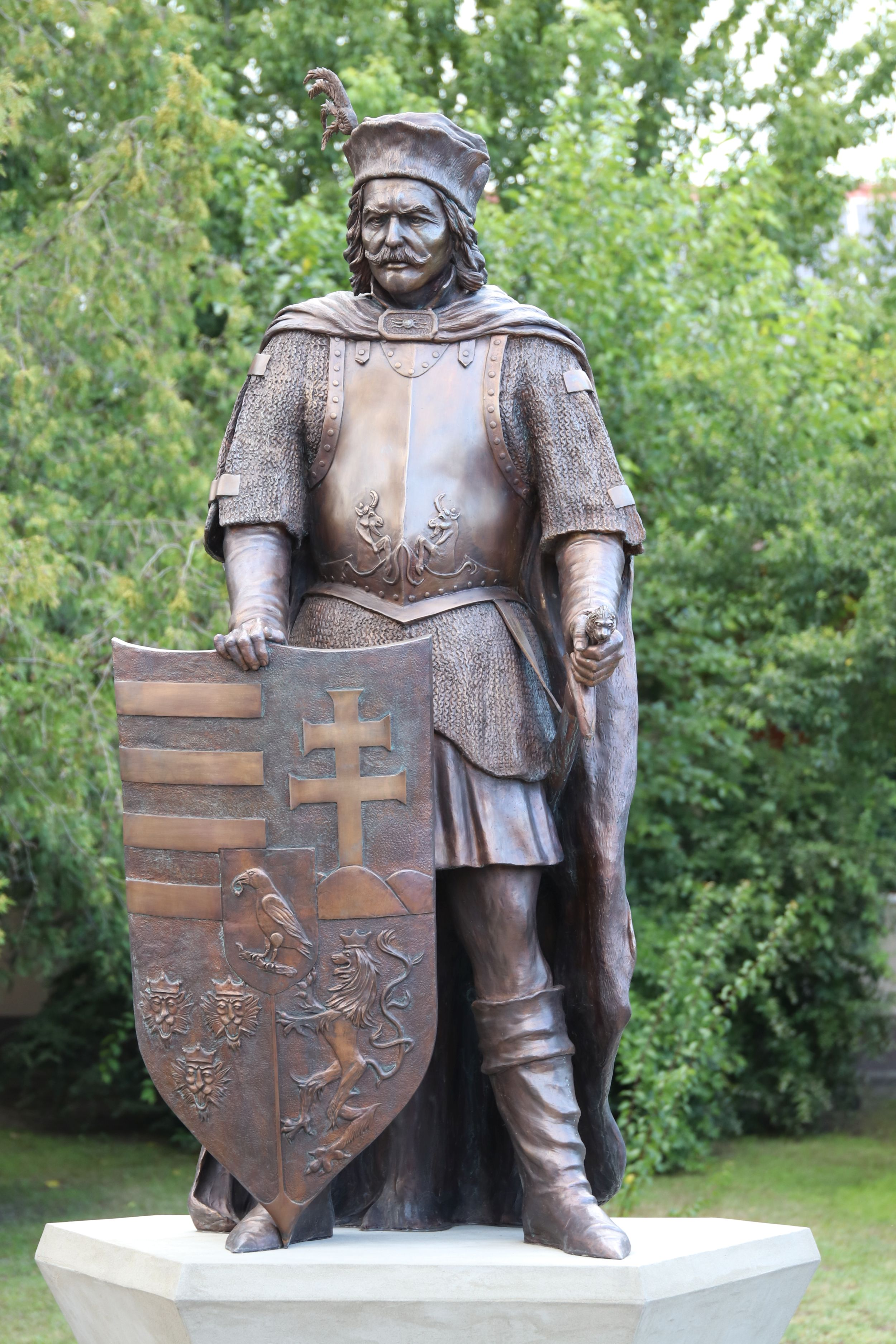
Szilágyi Mihály szobra Ásotthalom

1460. november elején hosszas török elleni készülődés után, régi diadalának helyszínére, Szilágyi Mihály Nándorfehérvárra érkezve seregével, meglepetésére a várba nem nyer szabad bebocsájtást, megtagadják előtte a vár kapuinak megnyitását. Érthetetlen okok húzódnak a történtek mögött, a csapda lehetősége sem kizárható, annyi bizonyos, hogy Szilágyi a megaláztatástól és dühtől őrjöngő hangulatban, seregoszlást rendel el, majd egy maroknyi csapattal Erdélybe hazaindul. November 8-án Szilágyi, Szendrő táján Posasin (ma Alsópozsgás) mellett törökök kelepcéjébe szalad, ahol ismét megütközött Ali béggel. Csekély számú seregét azonban bekerítette az ellenség, s őt magát is kétségbeesett küzdelem után foglyul ejtették. Konstantinápolyba hurcolták, ahol a szultán lefejeztette, amiért nem volt hajlandó Nándorfehérvár sebezhető pontjait elárulni. Bár oklevél meséli el, hogy Mihállyal együtt fogságba esett Szakolyi Péter és Miklós ügyében kiszabadítási kísérletek történnek, arról nincs tudomásunk, hogy Mátyás nagybátyja érdekében is próbálkozott volna, tudva, hogy a török értékes foglyok ügyében mindig tárgyalóképes volt. A történelem titka marad, de Mátyással szembeni viszályok ismeretében, Mátyás is megvehető lehet. Mihály halálának biztos hírét követ beszámolója adja a király tudtára 1461 márciusában, miután Mátyás azonnal megkezdi nagybátyja óriási vagyonának a rendezését, eladományozását. Egy Mátyás és Beatrix házasságát leíró német deák, Hanns Seybolt korabeli írásából egy töredék megjegyzés utal a király nagybátyjának halálára még, amely a napot Aprószentek napjára teszi, azaz 1460. december 28-ra.
Acélmetszetű arcképét Teleki József gróf A Hunyadiak kora III. kötetében közli.

## Emlékezete
Szilágyi Mihály első köztéri szobrát Toroczkai László polgármester kezdeményezésére 2019 júliusában állították fel közadakozásból Ásotthalmon, a Szent István téren, a Polgármesteri Hivatal előtt. Az életnagyságú, mintegy ötszáz kilós, bronzból készült emlékmű  Megyeri János szobrászművész alkotása.

## Szilágyi Mihály a szépirodalomban
- Kisfaludy Károly: Szilágyi Mihály szabadulása (színmű, Pest, 1822)
- Vörösmarty Mihály: Szilágyi Mihály a világosi várban (vers, 1822–23)